# Flurkarte

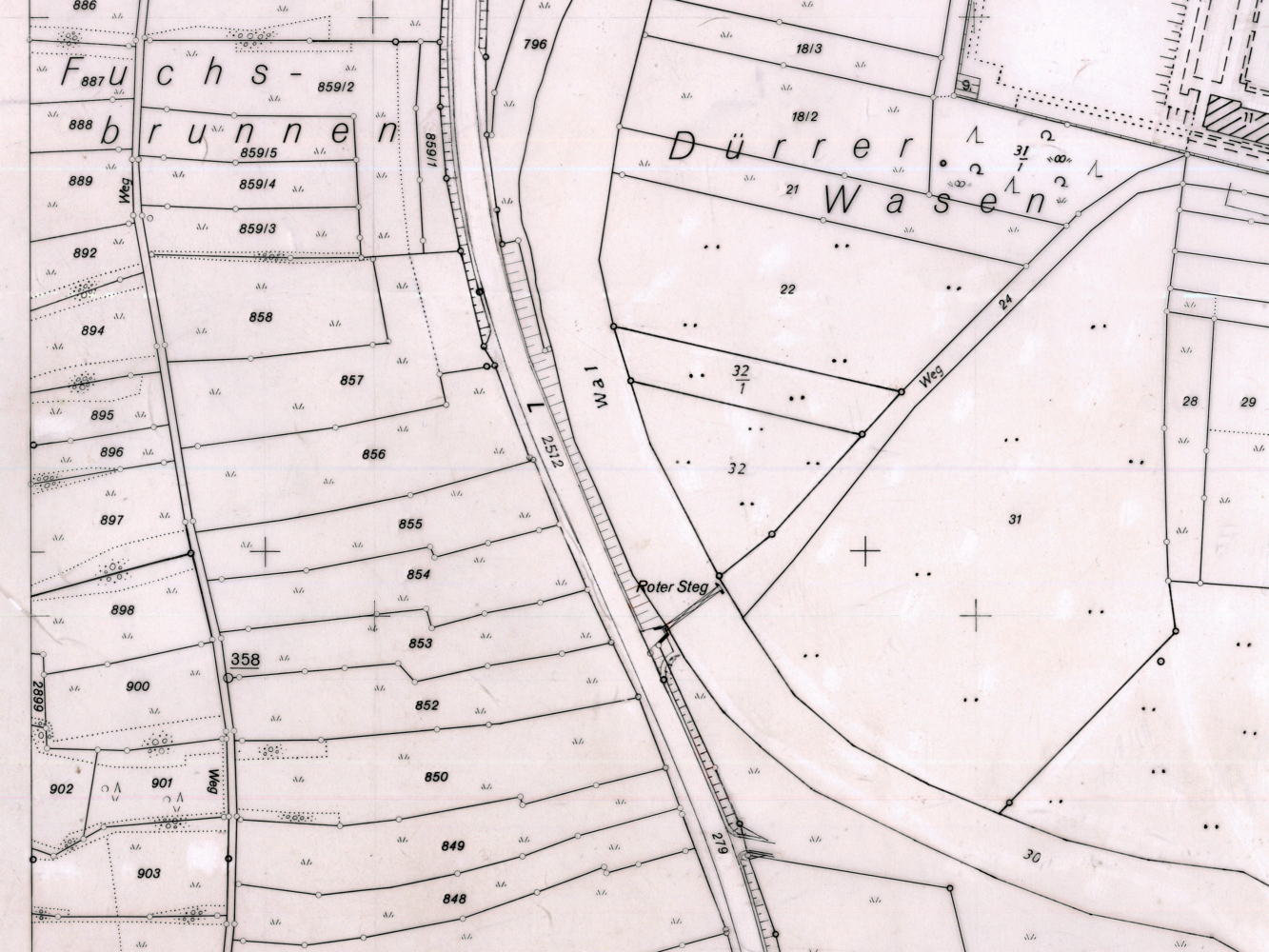
Beispiel einer württembergischen Flurkarte im Maßstab 1:2500 aus dem Jahr 2009

Die Flurkarte – auch Liegenschaftskarte oder Katasterkarte genannt – ist eine maßstäbliche Darstellung aller Liegenschaften (Flurstücke, Grundstücke, in der Schweiz auch die Gebäude) und bildet zusammen mit der Schätzungskarte den darstellenden Teil des Liegenschaftskatasters. Sie ist mit ihrem Nachweis der Lage und Abgrenzung die amtliche Kartengrundlage des Grundbuchs mit seinen Grundstücken und damit die Grundlage für die Sicherung des Eigentums an Grund und Boden und eine gerechte Grundsteuerveranlagung. Die Flurkarten sind inzwischen in Deutschland vollständig durch die Automatisierte Liegenschaftskarte (ALK) abgelöst worden und damit ausschließlich in digitaler Form archiviert.

## Geschichtliche Entwicklung
Die Flurkarte ist ein Spezialfall unter den Karten, da hier das besondere Augenmerk auf der Darstellung der Lage von Eigentum an Grund und Boden gelegt wurde. Deshalb kann diese Form auch nicht in ein und dieselbe geschichtliche Schiene gelegt werden, wie topografische Karten oder andere Landkarten.
Erste Anzeichen ihrer Existenz gab es bereits 3000 v. Chr. in Form eines aufgefundenen altbabylonischen Felderplans. Weiterhin gibt es Hinweise aus dem 2. Jahrhundert v. Chr. für Katasterpläne im alten China und von ca. 1700 v. Chr. aus Ägypten.
Aus der Neuzeit sind erste ernsthafte Vermessungen und Kartierungen von Grundstücken aus dem Herzogtum Mailand zu Beginn des 18. Jahrhunderts bekannt. In Frankreich begann man 1790 mit Katastervermessungen und kurz darauf wurden auch die unter dem Einfluss Napoleons stehenden deutschen Staaten mit einbezogen.

### Preußen
1807/08 wurde durch Freiherr vom Stein, später fortgesetzt durch Hardenberg, die Bauernbefreiung durchgesetzt. Es begannen die unter dem Sammelbegriff Separationen bekannt gewordenen agrarpolitischen Auseinandersetzungen. Für die Durchführung der 1811 begonnenen Gemeinheitsteilungen bedurfte es einer Kartengrundlage. Diese wurde in relativ aufwendiger Arbeit geschaffen, indem nach Aufmessung der Verfahrensgrenzen meist ein Dreiecksnetz gelegt wurde, welches man anschließend mit Bussolenzügen verdichtete und die Abfindungsgrenzen ermitteln und kartieren konnte. Ergebnis war eine inselförmige Brouillonkarte. Die Maße wurden sowohl in dieser angefertigten Brouillonkarte als auch im zum Rezess zugehörigen Grenzregister festgehalten. Von der fertigen Karte wurden zwei Kopien gefertigt, eine wurde als sog. 1. Reinkarte dem Rezess beigefügt, die 2. Reinkarte ging später an das Katasteramt. 1861 wurde per Gesetz die Vereinheitlichung der Grundsteuersysteme und Bildung des Katasters veranlasst. Binnen kürzester Zeit musste für das Gebiet der sechs östlichen Provinzen Preußens ein flächendeckendes Kartenwerk geschaffen werden. Das war durch Neuvermessung allein nicht zu schaffen. So wurden in erster Linie bereits existierende Karten benutzt und abgezeichnet. Darunter fielen Separations-, Forst-, Domänen- oder Gutskarten. Durch diese Mischung der Herkunft sind die Karten qualitativ von sehr unterschiedlicher Güte, was später im Zuge der ALK-Erstellung noch große Schwierigkeiten bei der Randanpassung der Inselkarten bereiten sollte.
Das Blattformat der neu herzustellenden Gemarkungsreinkarten war 1000 × 666 mm, ausnahmsweise auch 500 × 666 mm. Zuallererst sollte ein auf den Maßstab 1:5000 bezogen maßlich genau festgelegter rechtwinkliger Rahmen auf das Papier gebracht werden, um einen evtl. später auftretenden Verzug zu ermitteln. Anschließend wurde an die Papierkante ein Streifen aus weißer Leinwand genäht. Dann erst begann die Kartierung und Ausgestaltung der Karte. Die Fortführung, d. h. Laufendhaltung durch Berücksichtigung von entstandenen Änderungen an den Parzellen geschah zunächst durch Anfertigung von Kartenauszügen – sog. Ergänzungskarten (Supplementkarten) – in die beispielsweise bei einer Grundstücksteilung die Vermessungsergebnisse einkartiert wurden. Hier wurde nur der betroffene Ausschnitt aus der Reinkarte abgezeichnet und die neue Grenze zusammen mit den örtlich ermittelten Messungszahlen eingetragen. Mangels Kopierverfahren dienten sie auch als Kartenauszug zur Weitergabe. Sie wurden noch bis in die 1920er Jahre angefertigt.
1881 wurde angewiesen, durch Neukartierung 2. Gemarkungsreinkarten (Gemarkungsurkarten) zu schaffen, in die dann die Veränderungen direkt eingetragen wurden. Wegfallende Grenzen, Grenzzeichen und Parzellennummern wurden in roter Tusche gekreuzt/gestrichen, neue in rot hinzugefügt. Diese Karten blieben bis 1936 in Dienst. Dann wurde das Reichskataster eingeführt und mit ihm auch heute noch gebräuchliche Begriffe: Aus Parzellen wurden Flurstücke, aus Kartenblättern Fluren, die Feldmark wird Gemarkung genannt usw. Die Karten wurden nach neuen Zeichenvorschriften abgezeichnet und die Flurstücke neu durchnummeriert. Daneben wurde, mit der Katasterplankarte als Vorstufe, die Deutsche Grundkarte entwickelt. Es handelt sich dabei um eine topografische Karte im Maßstab 1:5000 als Rahmenkartenwerk mit zusätzlich eingetragenen Katastergrenzen. Diese konnte bis zum Kriegsende jedoch nur zu zehn Prozent der Fläche Deutschlands fertiggestellt werden.

### Süddeutschland
In den Königreichen Bayern wurde 1801, in Württemberg 1818 mit landesweiten Vermessungen begonnen, die die Grundlagen für die Kartierung der Katasterkarten bildete. Hinzu kamen technische Neuerungen wie die Erfindung der Lithografie durch Alois Senefelder, die neue Wege zur Reproduktion der Kartenunterlagen ermöglichte. Die eigentliche Katastervermessung begann in Bayern etwa 1808 im Maßstab 1:5000, für die Ortslagen 1:2500. Baden begann mit der Katastervermessung 1812, Württemberg tat dies im Jahre 1820. Das Ergebnis ist in diesen drei Ländern ein Rahmenkartenwerk.

### DDR
Die Karten wurden zunächst weitergeführt, ab 1952 erneuert und wieder neu durchnummeriert. Nach Hochzeichnen wurde eine Kopie auf Karton gefertigt. Damit existierten eine Mutterpause zur Vervielfältigung durch Lichtpausverfahren und eine Reinkarte (Amtskarte). Beide wurden bis zur Umstellung auf die Automatisierte Liegenschaftskarte fortgeführt.

## Unterschiedliche Darstellungen
Die einzelnen Flurkarten werden entweder im Blattschnitt einer Rahmenkarte, oder als Inselkarte für eine Flur hergestellt. Eine Inselkarte hatte zuletzt die Blattgröße von 1000 × 707 mm. Es kann Beiblätter, welche einen meist größeren Teil der Flur in einem größeren Maßstab darstellen, geben. Weiterhin findet man oft Sonderzeichnungen oder Vergrößerungen auf einem freien Teil des Blattes oder auf einem besonderen Blatt. Dort sind Situationen dargestellt, die wegen Widersprüchen oder maßstabstechnisch nicht direkt in der Flur kartiert werden konnten. Stellenweise kann es auch vorkommen, dass ein Teil der Flur aus dem Blatt herausragen würde. Dieser wurde dann in der Regel entlang von Flurstücksgrenzen „abgeschnitten“ und auf einem freien Teil des Blattes dargestellt. Die Schnittgrenzen wurden dann am abgeschnittenen und am Hauptteil mit dem Wort „Anschluß“ versehen.
Ausschlaggebend für die Wahl des Kartenmaßstabes sind die örtlichen Gegebenheiten, die durchschnittliche Größe der Flurstücke, die dargestellt werden müssen, und nicht zuletzt die Größe der Flur. Der Maßstab 1:500 oder 1:1000 ist häufig in Stadtgebieten sinnvoll, im ehemaligen Baden wurde 1:1500 gewählt, in Württemberg war es 1:2500 und gelegentlich in Ortslagen auch 1:1250, aber auch 1:5000 wie in Bayern ist zu finden. Aus dem damaligen Preußen stammen Maßstäbe zwischen 1:500, meist 1:3000 bis 1:4000.
Die Flurkarte beinhaltet grundsätzlich die Darstellung von:
- Flurstücken mit deren Grenzen und Nummern
- Gemarkungs- und Gemeindegrenzen
- Gebäuden mit deren Nummern und Nutzung
- Nutzungsarten des Bodens
- Der Blattrahmen mit Flurnummer, Gemarkungsbezeichnung, Maßstab und Herkunft

Unterschiedlich gehandhabt wird die Darstellung von:
- Grenz- und Vermessungspunkten mit ihren Nummern
- Topografische Angaben und Böschungen
- Hecken, Zäune und Mauern
- Teilweise wurden früher auch die Eigentümer der Flurstücke eingetragen

## Stadtgrundkarte
Werden Versorgungs- und Entsorgungseinrichtungen sowie ergänzende topografische Angaben in der Kartendarstellung der Flurkarte mit einbezogen, erhält diese die Bezeichnung Stadtgrundkarte. Die Darstellungen der Stadtgrundkarte liegen ausschließlich in kommunaler Zuständigkeit und sind keine Pflichtaufgabe des Liegenschaftskatasters.

## Ersetzung der analogen Flurkarte durch digitale Datenführung
Seit den 1990er Jahren bis in die heutige Zeit wurde an der Umstellung der Flurkarten in eine digitale Form gearbeitet. Das Ergebnis bildet die Automatisierte Liegenschaftskarte (ALK) bzw. die Digitale Flurkarte (DFK) für das Bundesland Bayern. Sie ist maßstabsfrei, objektorientiert und deckt das Gebiet eines ganzen Bundeslandes ab. Dadurch wird die Liegenschaftskarte blattschnittfrei und kann auf einfache Art und Weise in verschiedenen Maßstäben ausgegeben und ausgedruckt werden. Auch die Fortführungsarbeiten sind hierdurch erleichtert.